# François-Antoine Habeneck
François-Antoine Habeneck (Charleville-Mézières, 22 de enero de 1781–París, 8 de febrero de 1849) fue un violinista y compositor francés. 
Entró al Conservatorio de París, y en 1816 fue nombrado primer violín de la Capilla Real. De 1821 a 1824 desarrolló las funciones de director de orquesta de la Ópera nacional de París, y se le nombró después profesor de violín en el conservatorio, donde era inspector de estudios, sirviendo en esta plaza hasta 1846.
Se distinguió como director de orquesta, y fue quien introdujo en Francia el gusto por la música instrumental de Beethoven. Compuso varios conciertos, árias, duetos, nocturnos y otras piezas para violín. 
En 1806 ya dirigía los conciertos del conservatorio, pero cuando alcanzó mayor éxito fue a partir de 1828, al fundarse la Orquesta de la Sociedad de Conciertos del Conservatorio.